# جيوفانا بيرنيري
جيوفانا بيرنيري واسمها عند الولادة جيوفانينا كاليفي (5 مايو 1897-14 مارس 1962)، مناضلة أناركيّة تحررية واختصاصية في التعليم. ولدت وتوفيت في إيطاليا، ولكنها أمضت معظم سنوات حياتها في بلدان أخرى لأسباب سياسية في المجمل، إذ عاشت بعض سنواتها الأكثر إنتاجية في فرنسا. كانت محررة مجلة فولونتا الإيطالية بين عامي 1946 و1962. كان اسمها جيوفانينا كاليفي، إلا أن معظم المصادر تذكرها باسمها الأول/المسيحي جيوفانا.

## حياتها

### النشأة
ولدت جيوفانينا كاليفي في عائلة من الفلاحين في جوالتيري، وهي بلدة صغيرة تقع في الريف الزراعي بأكمله بين مانتوا وبارما. والداها جوزيفي وكاترينا سيمونازي، وهي أخت لأربعة أطفال آخرين. هاجر والداها مع ابنهما الأكبر إلى الولايات المتحدة عندما كانت صغيرة. التحقت جيوفانا بالمدرسة الإعدادية في جوالتيري ومن ثم بالمدرسة الثانوية في ريدجو إميليا، وهي على بعد نصف ساعة بالقطار جنوبًا.
أنهت تعليمها عام 1915 وتخرجت بشهادة دبلوم التدريس، في الوقت الذي انخرطت فيه بالفعل. تواصل مع التيارات الاشتراكية المنتشرة في ذلك الوقت أثناء دراستها في ريدجو إميليا، وأبدت اهتمامًا كبيرًا بالندوات السياسية التي ينظمها كاميلو برامبوليني. تخلت في سن الخامسة عشرة عن كاثوليكيتها، مما أدى إلى انشقاقات كبيرة داخل الأسرة. كانت أدالجيزا فوتشي (1856-1957) إحدى معلماتها، والتي كانت أساسًا كاتبة وناشطة في الدوائر النسوية الاشتراكية، وأصبحت لاحقًا حماة جيوفانا.
حصلت جيوفانا على دبلوم التدريس في عام 1915، وبدأت بعدها العمل كمعلمة في مدرسة ابتدائية في حي سانتا فيتّوريا في مدينة جوالتيري. حصلت بعد ذلك بعام على وظيفة تدريس دائمة في مكان قريب في مونتيكيو إميليا، وهي على مسافة قصيرة إلى الجنوب الشرقي من بارم. وفي عام 1916، قابلت كاميلو بيرنيري، نجل معلمتها السابقة أدالجيزا فوتشي (1865-1957). كان كاميلو طالبًا في المدرسة الثانوية وعضوًا ناشطًا في اتحاد الشباب الاشتراكي، وهي منظمة تخلت رسميًا بعد ذلك بوقت قصير عن أيديولوجيتها الأناركيّة. انتقل كاميلو في ذلك الوقت إلى أريتزو، حيث انضمت إليه والدته وجيوفانا بعد عام أو نحو ذلك.
وقع كاميلو وجيوفانا في الحب، وتزوجا في 3 يناير 1917 أو 4 نوفمبر 1917 (تختلف المصادر)، بإذن كتابي من والديهما، مما يعكس حقيقة أنهما لم يكونا قد بلغا 21 عامًا.

### الحياة العائلية في توسكانا
شكلت الحرب العالمية الأولى خلفية حياتهما بين عامي 1914 و1918، وقد جُنّد كاميلو في الجيش بعد فترة وجيزة من زواجهما. لذلك لم يتمكن من حضور ولادة ابنتهما الكبرى ماريا لويزا، والتي ولدت في 1 مارس 1918. بقيت العائلة في توسكانا بعد تسريحه من الجيش، لكنها انتقلت من أريتسو إلى فلورنسا، حيث أنجبت جيوفانا ابنتهما الصغرى جيليانا في 5 أكتوبر 1919. ورثت الابنتان معتقدات والديهما السياسية.
بعد انتشار مظاهر الفاشية السياسية وتحولها إلى واقع يومي في شمال إيطاليا، أصبح منزل الزوجين مكانًا للنقاشات وملجًا للمعارضين الفكريين للفاشية مثل جايتانو سالفيميني وبييرو كالاماندري، وكذلك الأخوين كارلو ونيلو روسيلي وإرنستو روسي وبييرو جاهير. انشغلت جيوفانا بيرنيري في الوقت الذي كان لديها طفلين بحاجة للرعاية، بالتغلب على الصعوبات الاقتصادية التي عانوها نتيجة نشاط زوجها أكثر من انشغالها بنشاطها السياسي، رغم أن كاميلو قد كتب بنفسه عن ذلك الوقت إلى سالفيميني، إلا أنها قبلت أفكاره وشاركتها على نطاق واسع.
تعرضت الأسرة بشكل متزايد للمضايقات والقمع من الفاشيين، الذين استولوا على السلطة على المستوى الوطني في عام 1922. رفض كاميلو قسم الولاء للنظام الجديد وفقد منصبه كمدرس. هرب سرًا إلى باريس في مارس أو أبريل 1926. انتقلت جيوفانا وبناتها للعيش مع والديها في جوالتيري، ولكن عندما خفّت حدة المراقبة الحكومية بدرجة كافية، تمكنوا من الانضمام إلى كاميلو في باريس، وعبروا الحدود من فينتيميليا في الأول من أغسطس من نفس العام.